# ایرج محمدی
ایرج محمدی(زاده ۱۳۲۴ در تهران) مجسمه‌ساز اهل ایران و عضو هیئت مؤسس انجمن هنرمندان مجسمه‌ساز ایران است.

## زندگی‌نامه
در سال ۱۳۵۲ برای تحصیل در رشته مجسمه‌سازی به ایتالیا می‌رود و زیر نظر پروفسور فتسینی که از مجسمه‌سازان همدوره شاگال و پیکاسو بود کارشناسی مجسمه‌سازی می‌گیرد. بیشتر شهرت او به واسطه طراحی و اجرای دقیق مجسمه‌های بزرگ شهری هم چون مجسمه شاه عباس، مجسمه کاوه آهنگر، مجسمه رفتگر و مجسمه امیر کبیر و مجسمه نی لبک زن است. بخشی از شهرت او به واسطه سرنوشت نامعلوم آثاری از جمله مجسمه شاه عباس مجسمه کاوه آهنگر و مجسمه سهراب سپهری است که هر کدام به دلیلی برداشته و ناپدید شد.
از جمله سوابق ایشان می‌توان به برپایی بیش از ده نمایشگاه گروهی و انفرادی در ایتالیا و ایران، عضو هیئت مؤسس و چندین دوره عضو هیئت مدیره انجمن هنرمندان مجسمه‌ساز ایران، بیش از بیست اثر برنزی نصب شده در شهرهای مختلف ایران و عضو هیئت انتخاب و داوری جشنواره‌ها و سمپوزیوم‌های مختلف اشاره کرد.
در سال ۱۳۹۷ مجسمه کاوه آهنگر مجدداً در میدان آزادی (دروازه شیراز) شهر اصفهان قرار گرفت.

## جشنواره‌ها و سمپوزیوم‌ها
| سمت                   | عنوان جشنواره                         | سال جشنواره |
| --------------------- | ------------------------------------- | ----------- |
| عضو شورای انتخاب آثار | اولین دوسالانه مجسمه‌سازی معاصر تهران  | ۱۳۷۴        |
| عضو شورای انتخاب آثار | پنجمین دوسالانه مجسمه‌سازی معاصر تهران | ۱۳۸۴        |
| عضو شورای انتخاب آثار | چهارمین سمپوزیوم بین‌المللی مجسمه‌سازی  | ۱۳۹۱        |
| عضو شورای انتخاب آثار | پنجمین جشنواره تجسمی فجر              | ۱۳۹۱        |
| عضو شورای انتخاب آثار | ششمین سمپوزیوم بین‌المللی مجسمه‌سازی    | ۱۳۹۲        |